# Bland-Allison Act
Bland-Allison Act – uchwalona w 1878 roku w Stanach Zjednoczonych ustawa, przywracająca bimetalizm. Nakładała ona na rząd USA obowiązek zakupu po cenach rynkowych srebra o wartości 2 - 4 milionów dolarów miesięcznie i wybijania z niego obiegowych monet srebrnych. Ustalała też stosunek wartości złota do srebra na 1:16. Prawo to zostało uchwalone przez Kongres Stanów Zjednoczonych mimo weta prezydenta Rutherforda Hayesa. 
Nazwa Bland-Allison Act pochodzi od nazwisk kongresmenów: Richarda P. Blanda (demokraty z Missouri) oraz Williama B. Allisona (republikanina z Iowy). 
Ustawa została w 1890 roku zastąpiona przez Sherman Silver Purchase Act, podwyższającą nakaz comiesięcznego zakupu srebra do wartości 4,5 mln. uncji. 